# Monte di Pietà (Nápoly)
A Monte di pietà egy palota Nápolyban a Spaccanapoli mentén. 1539-ben építette Gian Battista Cavagni nápolyi nemesek számára. A palota mellé egy manierista stílusú kápolnát épített. Homlokzatát Pietro Bernini és Michelangelo Naccherino szobrai díszítik. Belsőjét Belisario Corenzio, Fabrizio Santafede, Cosimo Fanzago és Giuseppe Bonito alkotásai díszítik. Figyelemre méltó a majolika padlóburkolat is. A kápolna gyakori vendége volt III. Bourbon Károly és felesége, Mária Amália is.